# Atmosphere Explorer D
L'Atmosphere Explorer D (AE-D), a volte citato anche come Explorer 54, è stato un satellite NASA, lanciato il 6 ottobre 1975 dalla base aerea Vandenberg. L'AE-D faceva parte della serie di satelliti "Atmosphere Explorer", appartenente al Programma Explorer, e fu messo in orbita con lo scopo di studiare la termosfera.

## Obbiettivi
Nel dettaglio, lo scopo principale della missione dell'Atmosphere Explorer D era quello di continuare gli studi portati avanti dall'Atmosphere Explorer C inerenti ai meccanismi di trasferimento di energia e ai processi fotochimici che controllano la struttura e il comportamento dell'atmosfera e della ionosfera terrestre nella regione di alto assorbimento della radiazione solare. In particolare, l'AE-D doveva lavorare in coppia con l'Atmosphere Explorer E, lanciato il 20 novembre 1975: il primo doveva campionare l'atmosfera delle regioni ad elevata latitudine, ossia le regioni polari, mentre il secondo quelle a bassa latitudine, ossia le regioni equatoriali.

## Struttura
Il satellite, del peso di 681 kg, aveva la forma di un poliedro con molte facce laterali, quasi un cilindro, avente diametro pari a 1,4 m. Dei 681 kg, circa 100 erano costituiti dalla strumentazione scientifica e il veicolo montava anche un propulsore da 1,6 kg che fu più volte utilizzato nel corso del primo periodo di missione per correggere l'iniziale orbita ellittica.
Una volta messo in orbita, in particolare in un'orbita polare ellittica, il satellite era stabilizzato utilizzando la tecnica di stabilizzazione di spin, una tecnica di stabilizzazione passiva nella quale l'intero veicolo ruota su se stesso in modo che il suo vettore di momento angolare rimanga pressoché fissato nello spazio inerziale. Il movimento di rotazione è stabile se il
satellite gira attorno all'asse che ha momento d'inerzia massimo. Nel caso dell'AE-D, tale asse era posto perpendicolarmente al piano orbitale e la velocità di rotazione era pari a 4 rpm, ma il satellite poteva anche essere messo in una modalità tale da compiere un solo giro per ogni orbita.

## Strumentazione
Per raggiungere gli obbiettivi prefissati, il satellite era stato equipaggiato, tra le altre cose, con strumenti per misurare la temperatura, la composizione e la densità degli ioni positivi, delle particelle neutre e degli elettroni, come l'esperimento NATE (Neutral Atmosphere Temperature), lo spettro energetico dei fotoelettroni, come l'esperimento PES (Photoelectron Spectrometer), l'energia dei flussi di protoni e di elettroni fino a 25 keV, è il caso dell'esperimento LEE (Low-Energy Electrons), e l'emissione luminosa nota come airglow, di cui si occupava l'esperimento VAE (Visible Airglow Photometer). Rispetto all'AE-C, su questo satellite non erano presenti alcuni esperimenti, come l'Extreme Solar UV Monitor (ESUM), utilizzato per monitorare la radiazione solare ultravioletta, e lo spettrometro di massa BIMS (Bennett Ion-Mass Spectrometer, che erano invece presenti sull'Atmosphere Explorer E.

## Lancio e operatività
L'Atmosphere Explorer D è stato lanciato dal Complesso di lancio 2 della base aerea Vanderberg il 6 ottobre 1975, grazie ad un razzo Delta 2910, ed è stato posto su un'orbita ellittica media. Sfortunatamente, dopo poco meno di quattro mesi di operatività, i pannelli solari di alimentazione ebbero problemi di funzionamento, portando al termine delle operazioni il 26 gennaio 1976. Infine, dopo circa un mese e mezzo dalla perdita dei dati telemetrici, l'Atmosphere Explorer D ha compiuto il suo rientro atmosferico disintegrandosi. Allo stesso tempo, al fine di continuare le osservazioni assieme all'AE-E, il 28 febbraio 1976 l'Atmosphere Explorer C, che si trovava al tempo su un'orbita circolare in decadimento, fu riattivato per rimpiazzare l'AE-D.